# Turibio
Turibio  è un nome proprio di persona italiano maschile.

## Varianti
- Maschili: Turribio[1]
- Femminili: Turibia[2]

### Varianti in altre lingue
- Basco: Toribi[3]
- Catalano: Toribi[3]
- Francese: Thuribe, Turibe
- Latino: Turibius[1][4][5]
- Polacco: Turybiusz
- Portoghese: Toríbio
- Rumeno: Turibiu
- Spagnolo: Toribio[3][4]

## Origine e diffusione
Riprende il cognomen romano Turibius, di origine e significato ignoti; si tratta probabilmente di una forma latinizzata di qualche nome iberico locale. Alcune fonti propongono una derivazione greca, da Θορυβιος (Thorybios, "rumoroso", "turbolento").
La sua diffusione, scarsissima, è legata al culto verso san Turibio.

## Onomastico

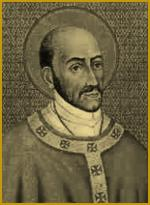
San Turibio de Mogrovejo

L'onomastico viene festeggiato il 23 marzo in memoria di san Turibio de Mogrovejo, arcivescovo di Lima. Con questo nome si ricordano anche altri santi, alle date seguenti:
- 25 febbraio, san Toribio Romo González, sacerdote e martire a Tequila[6]
- 16 aprile, san Turibio, vescovo di Astorga, oppositore del priscillianesimo[5][6][7]
- 16 aprile, san Turibio di Palencia, fondatore del monastero di Liébana[5][7]

## Persone
- Turibio de Mogrovejo, arcivescovo cattolico e santo spagnolo
- Turibio di Astorga, vescovo spagnolo

### Variante Toribio
- Toribio de Benavente Motolinia, missionario e storico spagnolo
- Toribio Romo González, sacerdote e santo messicano
- Toribio Porco Ticona, cardinale e vescovo cattolico boliviano